# Bernabé Rebolledo de Palafox
Bernabé Rebolledo de Palafox (Zaragoza, c. 1690 - Valencia, después de 1759) fue un escritor español.
De rancio abolengo aristocrático, fue Marqués de Lazán y Regidor del Hospital General y Real de Zaragoza. Su principal obra poética es  Metrica Historia, sagrada, profana y general de todo el mundo; sus tres primeras edades, sobre el libro de el Genesis, que ofrece a los pies de la Gloriosissima Virgen, baxo la invocacion de Nuestra Sra. de Gracia, Patrona y Tutelar de el Hospital Real, y General de Zaragoza (Zaragoza: por Juan Malo, Impressor del Hospital, 1734), dividida en 22 argumentos, y que consta de 2268 octavas reales. Se conservan además otras poesías de su mano y escribió una Disertación a la Academia del Buen Gusto de Zaragoza, que fue leída el 15 de marzo de 1759. 